# Aeroport Internacional de Liepāja
L'Aeroport Internacional de Liepāja (en letó: Starptautiskā lidosta "Liepāja") (codi IATA: LPX, codi OACI: EVLA), és un aeroport regional que està certificat per operar amb vols internacionals. Està situat a 7 quilòmetres del centre de la ciutat de Liepāja, a Letònia. Es troba a 210 km de la capital de l'estat, Riga, i a 60 km de la frontera amb Lituània.
És un dels tres aeroports principals del país, juntament amb l'Aeroport Internacional de Riga i l'Aeroport Internacional de Ventspils.
|            | Passatgers | Nombre de moviments | Carga (tones) |
| ---------- | ---------- | ------------------- | ------------- |
| 2004       | 1,512      | 298                 | 25            |
| 2005       | 1,026      | 338                 |               |
| 2006       | 1,572      | 310                 |               |
| 2007       | 32,039     | 1,692               |               |
| 2008       | 44,705     | 2,695               |               |
| 2009       | 1,011      | 190                 |               |
| Referència |            |                     |               |